# Jesu Kristi Kirke af Sidste Dages Hellige
Jesu Kristi Kirke af Sidste Dages Hellige (fra engelsk The Church of Jesus Christ of Latter-day Saints) er almindeligt kendt som Mormonkirken, da den er den største af flere mindre uafhængige trossamfund, som også bekender sig til Mormons Bog som en hellig skrift, og anerkender Joseph Smith som deres kirkes grundlægger. Kirken har hovedkvarter i Salt Lake City i Utah, USA og har kirker og templer over hele verden med 11 templer i Europa, hvoraf et ligger på Frederiksberg i København. Kirken har knap 16 millioner medlemmer (pr. 31. december 2017) over hele verden. Pr. oktober 2018 er det efter åbenbaring til kirkens profet blevet indskærpet, at kirkens korrekte og officielle navn er Jesu Kristi Kirke af Sidste Dages Hellige og at kirkens medlemmer bør omtale sig selv som Medlemmer af Jesu Kristi Kirke af Sidste Dages Hellige og ikke mormoner. Forkortelser kan være Kristi Kirke, Jesu Kristi Kirke eller den Genoprettede Kirke. 
Medlemmer af kirken (mormoner, Sidste Dages Hellige eller SDH) tror, at Jesus Kristus leder deres kirke via åbenbaringer givet til kirkens præsident, som anses for profet. De regner sig selv som kristne, men hverken som en del af katolske, ortodokse eller protestantiske traditioner. I stedet tror de, at kirken er en genoprettelse af det 1. århundredes kristendom. De har i modsætning til traditionelle kristne tre andre kanoniserede skrifter kaldet: Mormons Bog, Lære og Pagter og Den Kostelige Perle. De tror også på Bibelen, for så vidt den er rigtig oversat (Joseph Smith har oversat dele af biblen), hvilket nævnes i deres trosartikler. Ifølge Mormons Bog er vigtige, klare og tydelige ting fjernet fra især Det Nye Testamente . Af disse grunde mener kirken, at Bibelen ikke altid er helt så pålidelig som deres andre skrifter.
Medlemmerne anser Jesu Kristi Kirke af Sidste Dages Hellige for at være den eneste sande kirke i verden. Inden man bliver medlem af Jesu Kristi Kirke, bør man have et vidnesbyrd. Et vidnesbyrd består i en åndelig tilkendegivelse fra Gud, om at kirken er sand. Det går kort sagt ud på, at man beder til Gud og spørger, om kirken er sand. Dernæst skulle man få en tilkendegivelse fra Helligånden.
Historisk set har kirken adskilt sig fra moderne kristendom ved at praktisere polygami i kirken, ligesom man kan læse om i Det Gamle Testamente) (ulovliggjort efter 1890) og ved andre unikke doktriner og skikke som begavelse, dåb for de døde/stedfortrædende arbejde og dens syn på Guddommen (Gud Faderen, Kristus og Helligånden er ikke én men 3 forskellige personer, der har samme formål, nemlig at bringe Guds børn (alle mennesker) tilbage til Gud). Kirken har det standpunkt, at den er "den eneste sande og levende kirke på hele Jordens overflade", men den samarbejder med andre religiøse organisationer om humanitære og moralske emner.

## Danmark
Kirken har eksisteret i Danmark siden 1850.

## Historie
Jesu Kristi Kirke af Sidste Dages Hellige er den største af de kirker, som hævder at være fortsættelsen af Kristi Kirke, grundlagt af Joseph Smith, Jr. 6. april 1830 i Fayette i New York.
Joseph Smith etablerede kirken kort efter, han udgav Mormons Bog. Kirken fik hurtigt mange tilhængere, som så Smith som profet. Nogle mener, at den store succes skyldtes Mormons Bogs overbevisende kraft. Smith sagde, at han havde oversat bogen fra nogle guldplader, som lå begravet nær hans hjem på et sted, som en engel viste ham.
I slutningen af 1830 så Smith for sig et "Zion" i indianernes land nær Independence i Missouri. I oktober 1830 sendt han sin næstkommanderende Oliver Cowdery og andre på en mission til området. Da de rejste gennem Kirtland i Ohio, omvendte missionærerne en forsamling af Kristi Disciple ført an af Sidney Rigdon, og i 1831 besluttede Smith sig for midlertidigt at flytte medlemmerne til Kirtland indtil Missouri området kunne koloniseres. Kirkens hovedkvarter forblev i Kirtland fra 1831 til 1838; i mellemtiden byggede kirken sit første tempel og voksede yderligere.
20. juli 1831 lod Smith en skriftlig åbenbaring cirkulere om, at Independence skulle blive Zions centrale sted. Selv om mange af kirkens medlemmer forsøgte at kolonisere Missouri op gennem 1830'erne, og Joseph Smith selv flyttede dertil i 1838, stødte kirken på politisk og militær modstand fra andre nybyggere i Missouri. Efter en række overfald på kirkens kolonier dannede kirken sit eget militær, og forfølgelsen i 1838 begyndte. Den kulminerede, da religionen blev udvist fra staten ved en udryddelsesordre underskrevet af Lilburn W. Boggs, Missouris guvernør. Kirken etablerede derefter sit nye hovedkvarter i Nauvoo i Illinois, en by som de byggede på drænet sumpland ved Mississippi-floden, hvor Joseph Smith Jr. blev borgmester. Der byggede kirken et nyt tempel og trivedes til Joseph og hans bror Hyrum, som de fleste regnede med skulle være Josephs efterfølger, blev dræbt mens de sad fængslet i 1844. De afventede rettens ord efter at være blevet arresteret efter et lokalt avistrykkeri (Nauvoo Expositor) var blevet ødelagt på deres befaling. Avisen påstod, at Smith praktiserede en form for polygami (hvilket var ulovligt i Illinois), og at han planlagde at etablere sig selv som en teokratisk konge. Joseph Smith Jr. var præsidentkandidat, dog uden særlig stor opbakning. Der er fortsat meget stor uenighed om, hvor mange koner Joseph Smith havde, men Mormonkirken anerkender fortsat, at han havde flere koner.
Efter Joseph og Hyrums død var der stor uenighed om, hvem der skulle lede kirken, hvilket resulterede i kirkens opsplittelse i flere forskellige sekter, som alle påstår at være den sande fortsættelse af Joseph Smiths kristi kirke. Størstedelen (under 64 % af Joseph Smiths Kristi kirkes 26.000 medlemmer) valgte via en afstemning at følge Brigham Young. Efter fortsatte besværligheder i Illinois, grundet kirkens flerkoneri, som var ulovligt i Illinois, forlod Brigham Young Nauvoo i 1846, og førte sine tilhængere, de mormonske pionerer, til det, som blev Utah, dengang i Mexico), og begyndte at kolonisere området og bygge flere mindre byer. De mormonsekter som ikke praktiserede flerkoneri forblev i Illinois og Missouri, hvor flere af dem stadig er i dag.
I Utah omdannede Brigham Young Jesu Kristi Kirke af Sidste Dages Hellige til en juridisk entitet under Utah-territoriets love. Han ledede til at begynde med kirkens medlemmer. I 1890 udsendte kirkens præsident Wilford Woodruff "Officiel erklæring – 1" hvori han officielt suspenderede og tog afstand fra flerkoneriet. Kirkens forhold til USA blev væsentligt forbedret efter 1890, og specielt efter 1904 da kirkens præsident Joseph F. Smith desavouerede polygami foran USA's Kongres og udsendte et "Andet Manifest", hvori han opfordrede til at alle polygame ægteskaber i kirken skulle ophøre. Siden omkring 1930'erne har kirken ekskommunikeret medlemmer, som praktiserer polygami, da dette ikke længere tillades kirkens medlemmer på trods af, at deres skrift Lære og Pagter kapitel 132, som tillader polygami, stadig udgives af kirken. Det skal bemærkes, at Lære og Pagter før 1876 ikke indeholdt kapitel 132, dette blev tilføjet for at afløse kapitel 109, som det fandtes i de tidligere udgaver af Lære og Pagter, som forbød flerkoneri. Afskaffelsen af flerkoneriet førte bl.a. til dannelsen af den fundamentalistiske mormonkirke hvor man fortsat ville praktisere det. Det er siden blevet opgivet. Der er dog enkelte udbrydergrupper som kalder sig "Mormoner" men som intet har med Jesu Kristi Kirke af gøre. De forsøger fortsat at praktisere flerkoneri, og bliver ofte fængslet og har derfor sensationspressens bevågenhed.
I løbet af det 20. århundrede oplevede kirken eksponentiel vækst på grund af en omfattende proselytisme.[kilde mangler] I 1978 ophørte kirken med ikke at tillade sorte at modtage præstedømmet. Siden 1990'erne har kirkens vækst ikke længere været så stigende, men kirken fortsætter med at få ca. 300.000 nye medlemmer om året[kilde mangler]. Kirken har spillet en fremtrædende rolle i politiske sager, hvor den har støttet Forbuddet, og modsat sig en MX (Peacekeeper) missilbase i Utah,[kilde mangler] modsat sig Equal Rights Amendment, modsat sig legalisering af gambling, har støttet forbud mod samkønnede ægteskaber, og modsat sig legalisering af aktiv dødshjælp. Kirken har under Ezra Taft Benzons tid hvor han var apostel og senere profet, ved adskillige lejligheder under Generalkonference foreslået medlemmerne at stemme republikansk, hovedsagelig på grund af abortspørgsmålet. Bortset fra det, den betragter som moralske problemer, fastholder kirken normalt en politisk neutralitet.
I 2012 under mormonen Mitt Romneys præsidentkampagne udsendte Mormonkirken en officiel erklæring, som endegyldigt tillader mormoner at drikke sodavand og energidrikke med koffein i. Alle tidligere udtalelser imod indtagelsen af koffeinholdige drikke bliver fremover ikke håndhævet af Mormonkirken, dog forbydes indtagelse af kaffe og sort te stadig. 6. oktober 2012 blev aldersgrænsen for at tage på fuldtidsmission som mormonmissionær sat ned for mænd fra 19 til 18 år og for kvinder fra 21 til 19 år. Dertil blev pensionister også rådet til at tage på mission i højere antal end tidligere.

## Hellige tekster og anden litteratur
Kirkens kanon af hellige tekster består af Biblen, Mormons Bog, Lære og Pagter og Den Kostelige Perle. De er kirkens standardværker. Selv om de ikke er kanoniske, ser mange medlemmer også generalautoriteterne (kirkens ledere) og specielt kirkens præsidents lære og udtalelser som hellige skrifter, da det betragtes som Guds ord, som nogle endda sætter højere end standardværkerne, da de mener Guds ord fortsat bliver åbenbaret direkte til kirkens profet.
En væsentlig kilde til nutidig åbenbaring er Kirkens halvårlige generalkonferencer som sendes live til hele verden og i 93 simultanoversatte sprog  Disse konferencer foregår typisk i oktober og i starten af april. Derudover har kirken lokale menigheds og stavskonferencer. Her er der både mænd og kvinder som talere selvom kun mænd kan bære præstedømmet (Det Aronske og det Melkisedekske)
Kirkens mest kendte hellige skrift, Mormons Bog, blev udgivet af grundlæggeren Joseph Smith i 1830 og er en historie om en gruppe af indvandrede israelitter (via skib), som havde forladt Jerusalem før dens ødelæggelse i 587 f.Kr., og var draget til det amerikanske kontinent. Deres nedskrevne beretninger om krige, politik og hvordan Gud har handlet med de fordums indbyggere på det amerikanske kontinent og indeholder efter kirkens udsagn "..det evige evangeliums fylde." Joseph Smith - som efter længere tid søgen og tvivl, bad til Gud om et svar på hvilken kirke han skulle tilslutte sig - så et syn, hvori han så Gud Faderen og Jesus Kristus vise sig for ham, og de fortalte ham at ingen af de nuværende kirker havde Jesu Kristi Kirkes fulde evangelium og at de alle var faret vild. Joseph Smith blev derfor befalet at genoprette Kristi Kirke således som den var indstiftet af Kristus da han levede på Jorden.  Disse historier oversatte JS senere fra nogle guldplader, som lå nedgravet nær hans hjem. Mormons Bog, blev indtil 2010 udlagt af kirken som en virkelig historie om de indfødte amerikaneres forfædre. Kirkens læresætninger findes i en kombination af Bibelen, Mormons Bog, Lære og Pagter, Den Kostelige Perle og Nutidig åbenbaring via Kirkens øverste ledere.
Kirkens accept af Bibelen som Guds ord rummer det forbehold, at Bibelen ikke findes i en korrekt oversættelse. Joseph Smith arbejdede på sin egen oversættelse, men den blev aldrig kanoniseret af kirken. Kirken anvender King James Version af Bibelen, til engelsksprogede tilhængere Kirken anbefaler den seneste danske oversættelse af Bibelen til danskere. Kirken accepterer dele af de Apokryfe skrifter som inspirerende, men ikke kanoniske. .
Kirkens Lære og Pagter er en samling åbenbaringer, erklæringer og lære hovedsageligt skrevet af Joseph Smith. Den Kostelige Perle indeholder et uddrag fra Smiths selvbiografiske tekster fra 1838, to dele af hans oversættelse af Bibelen, noget Smith sagde var en oversættelse af en egyptisk papyrusrulle han købte fra en omrejsende udstilling, kendt som Abrahams Bog og et uddrag fra et af Smiths breve fra 1842, hvori han beskrev kirkens tro, nu kendt som Trosartiklerne.
Kirken udgiver og sælger også flere officielle magasiner, deriblandt:
- Ensign[26] (for engelsktalende voksne),
- Liahona[27] (ikke-engelske sprog),[28] (Før 1999 kaldt Stjernen i Danmark)
- New Era[29] (for unge)
- Friend[30] (for børn).

Andre ældre, nedlagte engelsksprogede aviser:
- Evening and Morning Star (1833–34),
- Messenger and Advocate (1834-37),
- Elders' Journal (1837),
- Times and Seasons (1839–46),
- Millennial Star (1840–1970),
- The Seer (1853-54),
- Journal of Discourses[31] (1854–86),
- The Juvenile Instructor (1866–1930),
- Woman's Exponent (1872–1914),
- The Contributor (1879–96),
- Young Woman's Journal (1889–1929),
- Improvement Era (1897–1970),
- The Children's Friend (1902–70),
- Relief Society Magazine (1915–70)
- The Instructor (1930–70).

## Tro og skikke
Medlemmer af Jesu Kristi Kirke af Sidste Dages Hellige har mange trosmæssige ligheder med katolske, Ortodokse og protestantiske traditioner, men har også betragtelige forskelle.

### Gud Fader, Jesus Kristus og Helligånden
Kirken lærer, at Gud Fader, Jesus Kristus og Helligånden er "en Gud", forstået som at de er et "i hensigt, midler og mål", men accepterer ikke den nikæno-konstantinopolitanske trosbekendelses definition af Treenigheden, at de tre er "consubstantiale". I stedet lærer kirken, at Faderen og Sønnen er to særskilte væsner, begge med udødelige kroppe af kød og ben, mens Helligånden er et særskilt væsen med en "åndelig krop". Gud Fader forstås som værende fader i det førdødelige liv til alle de ånder, som bebor Jorden og Jesus' fader. "Stedet hvor Gud bor" siges at ligge nær himmellegemet Kolob.
Mormonerne mener selv, at de er kristne, men de bliver ikke regnet som værende kristne, fordi de bl.a. har en meget anderledes opfattelse af Gud. De tror ikke på treenigheden, men tror at Gud, Jesus og Helligånden er tre forskellige væsner, som er i overensstemmelse med hinanden. De er ens i tanker, metoder og hensigt. Dertil tror de, at Jesus og Satan er brødre, at mennesker, ved at blive medlemmer af kirken og efterleve Guds regler fuldt ud, kan blive guder, og at Gud Faderen har en hustru, som også er guddommelig. Kirken tror på at Gud Faderen engang selv var et menneske, og at vi på samme vis - gennem mange, mange års retfærdig og næstekærlig stræben efter det perfekte og gennem Kristi forsoning - kan få del i Faderens herlighed. Kirken tror på at alle mennesker er åndelige døtre og sønner af vores himmelske forældre, og det at komme ned på jorden og få en krop og lære at skelne mellem godt og ondt - og vælge det gode og modtage Kristi evangelium og blive døbt med den rette myndighed - kan bringe evig udvikling og lykke med sig. Hvis det er det man vil. Alle mennesker er givet handlefrihed af Gud og vi kan gøre med den hvad vi vil, men alle valg har konsekvenser og intet urent kan bo i Guds nærhed. Derfor er Kristi forsoning så essentiel. Den slår bro mellem vores uperfekte stræben efter at gøre det gode og Guds perfektion. Men alting har en pris. Man må være kysk for at blive vurderet som trofast. Man må ikke lyve for at blive vurderet som troværdig osv.
At Gud Fader har en krop af kød og ben, er en meget stor teologisk forskel på mormonisme og traditionel kristendom, da Gud i bibelen beskrives som en ånd, altså uden en krop.
Kirkens lære siger også, at Jesus er dens centrale figur, og siger at både hans lidelser i Getsemane og ved korsfæstelsen betalte for alle menneskehedens synder, hvis de omvender sig (i modsætning til bibelsk kristendom, som siger han kun sonede for menneskehedens synder på korset). Medlemmer af Jesu Kristi Kirke af Sidste Dages Hellige tror, at Jesus var halvt gud og halvt menneske, en status som gav ham magten over liv og død. Kirken har ingen bestemt mening om hvorledes Jesus blev undfanget. Kun at Gud er fader til Jesus og Josef var den der fik opgaven af opdrage ham. Kirken tror også på genopstandelsen af Jesus: at hans krop og sjæl blev genforenet og aldrig skulle separeres. På grund af dens fokus på Jesu genopstandelse og hans status som kirkens levende overhoved, har kirken mindre fokus på Jesu korsfæstelse og bruger ikke det kristne kors. I stedet fokuserer kirken på, at Jesus overvandt lidelsen og døden, og at han lever i dag og leder sin kirke.
Kirken lærer også, at Jesus er guden Jehova fra Det Gamle Testamente. Fordi Jesus er alvidende og har samme mål som Faderen, lærer kirken, at Jesus Kristus ofte taler i skrifterne, som om han var Gud, fordi han ved at gøre det opfylder Guds vilje.
Officielt kirkemateriale henviser til "Himmelske Forældre". Det forudsætter eksistensen af en himmelsk moder. Der er en bred tro på en sådanne figur blandt medlemmer af kirken, og hun er blevet nævnt i prædikener af kirkens præsteskab og i nogle af kirkens salmer. Kirken har ikke udsendt nogen specifik lære om vores himmelsk moder.

### Frafald, genoprettelse og præsteskab
Kirken tror på det Store Frafald. Den lærer, at efter Jesu og hans tolv apostles død, gik præsteskabets myndighed tabt, og nogle vigtige trosdokumenter deriblandt teksten i Bibelen blev ændret. Det nødvendiggjorde en genoprettelse før Kristi genkomst. Den genoprettelse skete ifølge kirkens doktriner i løbet af Joseph Smiths liv og er en fortløbende proces.
Ifølge kirkens teologi skete genoprettelsen via en række visioner og åbenbaringer som Joseph Smiths Første åbenbaring i 1820. Og besøg af diverse englebudbringere som Moroni, Johannes Døberen, Moses, Elias og apostlene Peter, Jakob og Johannes. Smith sagde, at disse budbringere gav ham præstedømmemyndighed (først det Aronske Præstedømme og senere det Melkisedekse Præstedømme) og flere af præstedømmets "nøgler", som f.eks. myndighed til at besegle familiemedlemmer til hinanden med evig gyldighed, som er gået tabt med tiden, så Joseph Smith til sidst besad "Evangeliets fylde".
Jesu Kristi Kirke af Sidste Dages Hellige lærer, at den er genoprettelsen af den originale Kristi Kirke, og at den nuværende kirkepræsident er Guds profet.
Præstedømmesmyndighed gives til alle drenge på 12 år og derover, og som vurderes værdige. Mænd modtager præstedømmet ved ordination, som består af en velsignelse og håndspålæggelse. Kvinder ordineres ikke til stillinger i præstedømmet, selvom nogle tilhængere mener, at kvinder gives noget af præstedømmets magt og myndighed i kirkens begavelsesceremoni.
For det meste er ordination til præstedømmet et krav for at præsidere i kirken, selv om kvinder gives uordinerede lederskabsroller over børn og andre kvinder, og de udfører visse tempelordinancer. Præstedømmet er struktureret på en hierarkisk måde, som lægger fokus på tro, lydighed og værdighed. Selv om kirken havde en betalt lokal gejstlighed i 1800'erne, tjener nuværende lokale og regionale ledere af præstedømmet som deltids-frivillige. Ansatte i forskellige funktioner som vedligeholdelse, oversættelse osv., lønnes af kirken. Generalautoriteter, som kan være ansat livsvarigt eller i en begrænset periode, og missionspræsidenter, som tjener i en treårig periode, gives økonomiske tilskud i løbet af deres periode, hvis de ikke er økonomisk uafhængige. En generel missionærfond dækker missionærers pt. over 60.000 udsendte missionærer. Missionærer og deres familier opfordres til at bidrage til denne fond. Medlemmer yder generelt rengøringsarbejde i de lokale kirkebygninger.

### Ritualer, pagter og templer
Sidste Dages Helliges sakramenter kaldes ordinancer, og der er to slags:
- Frelsende ordinancer. Frelsende ordinancer er dem, som kræves for frelse, og omfatter dåb (ved fuldstændig neddykning og man skal være mindst 8 år), konfirmation (håndspålæggelse for at modtage Helligåndens gave), ordination til en stilling i præstedømmet (for mænd), begavelse og familiebeseglinger i et tempel. Hvert frelsende ordinance forbindes med en eller flere pagter som personen der modtager ordinancen indgår med Gud.

- Ikke-frelsende ordinancer er forskellige former for velsignelser, "sakramentet" (Sidste Dages Helliges version af nadveren, som modtages hver søndag og som består af indtagelse af brød og vand som symbol på Kristi legeme og blod),  . Den er til jævnlig deltagelse indvielsen af grave, indvielsen af bygninger, salvelse af de syge, Nogle ikke-frelsende ordinancer forbindes med pagter, mens andre ikke gør. Alle ordinancer, hvad enten de er frelsende eller ej, skal udføres af en mand ordineret til den passende præstedømmesstilling, med udtagelsen af bestemte dele af begavelsesritualet, som udføres af kvinder.

Kirken lærer, at for at modtage den højeste grad af frelse (kaldet "evig liv/udvikling" i det celestiale rige), skal alle, som har nået den rette alder deltage i hvert af de frelsende ordinancer. Alle de frelsende ordinancer er åbne for alle værdige medlemmer.
Frelsende ordinancer betragtes som absolut nødvendige for den evige udvikling, og kirken lærer, at de må opføres på en person enten i vedkommendes levetid, eller gennem en stedfortræder efter personen er død. Derfor deltager kirkens medlemmer i frelsende ordinancer på vegne af afdøde slægtninge og andre, hvis navne er blevet udvundet af historiske optegnelser. Disse stedfortrædende ordinancer er et af templets funktioner. Der har været visse undtagelser fra kirkens politik om at udføre stedfortrædende arbejde for alle personer som er afgået ved døden: før åbenbaringen i 1978 som gav sorte adgang til tempelceremonierne, udførte kirken ikke stedfortræderritualer for sorte mænd og kvinder, som var afgået ved døden, og siden 1995 har kirken accepteret at stoppe med at udføre ritualer for døde ofre for den jødiske Holocaust.[kilde mangler]
Bortset fra beseglinger til forældre, udfører kirken ikke frelsende ritualer for mennesker yngre end otte år eller som døde før de blev otte år, da kirkens doktriner fortæller at disse børn er "i live i Kristus". Specielt fordømmer Mormons Bog dåb af spædbørn som gudsbespottelse og skriver at børn, som dør før de kan holdes ansvarlige for deres synder, automatisk frelses af Jesu nåde. Kirken belærer også om at børn først kan holdes ansvarlige når de er otte år gamle.
På samme måde fortæller kirken om at de frelsende ritualer ikke kræves for personer på otte år eller ældre som er "mentalt ude af stand til at kende rigtigt fra forkert".

### Teologi om familie og køn
SDH Kirken har altid været en meget familie-centreret religion. Som kirken siger: Frelse er en individuel sag, men ophøjelse er en familiesag. Som i alle andre religioner er der skilsmisser, men raten er dog lavere end gennemsnittet. Arkiveret 30. januar 2019 hos  Wayback Machine Kirken lærer, at alle - også Jesus, Satan, alle englene og djævlene har åndelige legemer, som blev født af Himmelske Forældre i forudtilværelsen. Men vi er som mennesker dualistiske, forstået på den måde, at vi består både af en sjæl - som er udødelig - og en fysisk krop, som vi får ved fødslen, og som dør på et tidspunkt. Kirken lærer, at familier på jorden kan blive "beseglede" til hinanden for tid og evighed– hvilket betyder at de er evigt bundet som mand-kone, forælder-barn og søskende imellem – og at disse bånd vil fortsætte efter døden. Beseglinger kan også omfatte afdøde forfædre. Det danner grundlag for kirkens omfattende slægtsforskning.
Kirken lærer også, at hvert menneskes køn er evigt og unikt, og at kønsrollerne er givet af Gud:  Generelt skal mænd præsidere over og støtte deres familier, og kvinder skal passe børn. Kirken betegner mand-kvinde forholdet som "lige, men forskelligt". Alligevel arbejder kvindelige mormoner generelt næsten lige så meget uden for hjemmet som andre kvinder. Kirken lærer at kønsrollerne hænger uløseligt fast i kønnet, men har ingen officiel politik vedrørende interkønnede personer. Transkønnede accepteres generelt i kirken og må gerne døbes, men må ikke modtage præsteskabet eller komme ind i et tempel, hvis de overvejer eller har haft kønskorrigerende operation.

### Seksualitet
Kyskhedsloven er kirkens moralkodeks, som dens medlemmer skal følge for at være accepteret i kirken og godkendt til at deltage i alle kirkens aktiviteter som eksempelvis at deltage i nadveren og arbejde i kirken og gå i templet. Det centrale i kyskhedsloven er forbud mod sex før ægteskabet og utroskab, som omfatter homoseksuel sex (både for bøsser og lesbiske). Loven forbyder også andre former for seksuel opførsel såsom zoofili og onani, såvel som mentalt begær, seksuelle fantasier og at se porno.
Kirken opfordrer medlemmer til at indgå en evig ægteskabspagt, som er den eneste form for ægteskab, der anerkendes af kirken som et sakramente. Prævention er tilladt så længe det ikke bruges til at forhindre, at ægteparret får det antal børn, som de er i stand til at opfostre. Men det er en personlig vurdering. Kyskhedsloven er blevet tolket til at omfatte en standard for anstændighed. Sex uden for ægteskabet kan resultere i kirkens disciplinering, deriblandt en mulig ekskommunikation, hvorved et medlem mister medlemskab af kirken og alle privilegier, men dog stadig gerne må komme til kirkens møder. Efter en periode med behørig omvendelse kan man igen optages i menigheden ved dåb.[kilde mangler]
Det forventes, at også homo-, bi- og transseksuelle medlemmer af kirken overholder kyskhedsloven. Hvis de gør det kan de "fortsætte som alle andre medlemmer af kirken.” Hvis de ønsker at indgå et heteroseksuelt ægteskab, opfordres de til at lære at styre deres homoseksuelle følelser; ellers må de forblive i cølibat.
Kirken har støttet et forfatningsmæssigt forbud mod samkønnede ægteskaber og polygame ægteskaber i USA og har udtalt, at den "taler for måder som definerer ægteskab som foreningen af en mand og en kvinde og ikke tildeler juridisk status til noget andet seksuelt forhold.". Kirkens syn er at regeringens anerkendelse af sådanne rettigheder vil "underminere den guddommeligt skabte institution familien".

### Pligter og forventninger til kirkens medlemmer
Medlemmer af kirken deltager i høj grad i religiøse aktiviteter ud over den almindelige gudsdyrkelse. Kirkens medlemmer opmuntres til at donere tid og talent til kirken, og de, som har deltaget i begavelsesceremonien, afgiver et løfte om, at de vil donere hvad de formår, såfremt det er krævet.
Som en del af kravene om at komme i templet for at være værdig, opfordres kirkens medlemmer til at donere tiende til kirken. Det tolkes som 10% af indkomsten. Derudover opfordres medlemmerne til månedligt i forbindelse med tiende at donere til bestemte velgørende formål og opfordres også til at støtte andre humanitære initiativer.
Ud over at komme til de ugentlige kirketjenester med nadvermøde og søndagsskole, gives medlemmer ofte "kald" eller opgaver i kirken og kommer ofte til andre møder eller aktiviteter gennem ugen, som er relaterede til det kald. Alle medlemmer besøger to og to hver måned andre medlemmer som "hjemmelærere" (mænd) eller "besøgslærerinder" (kvinder), for at støtte dem moralsk og åndeligt. Medlemmer forventes også at tage del i missionærarbejde, slægtsforskning, at afholde en Familiehjemmeaften ugentligt med deres familie og at deltage i tempelmøder (månedligt hvis det er muligt). Kirkens medlemmer opfordres til at leve sikkert og undgå gæld.
Hvad angår moralitet følger medlemmerne "Visdomsordet" (et sundhedskodeks givet ved åbenbaring til Joseph Smith, som indbefatter afholdenhed fra alkohol, tobak, kaffe og te (dog ikke urte-te). Brugen af stoffer er ikke inkluderet i Visdomsordet, dog forbydes stoffer, så længe der ikke er tale om nødvendig medicin. Medlemmer skal også overholde kyskhedsloven (kirkens kodeks for anstændighed og tilladelige former for seksualitet), og må ikke abortere undtagen ved voldtægt, incest eller for at forhindre alvorlige sundhedsmæssige konsekvenser. Medlemmerne skal følge lovene i det land, de bor i eller besøger.
Kirken fraråder alle former for gambling/hasardspil, deriblandt lotterier.
Medlemmer, som overtræder kirkens standarder til f.eks. "mordforsøg, voldtægt, seksualovergreb, hustruvold, overlagt alvorlig fysisk skade på andre, utroskab, hor, homoseksuelle forhold, bevidst opgivelse af familiemæssige ansvar, røveri, tyveri, underslæb, salg af ulovlige stoffer, bedrageri, mened og falsk edsforpligtelse") kan medføre disciplinære handlinger fra kirkens side, deriblandt ekskommunikation. De bortviste opfordres til at fortsætte med at komme til kirketjenester, men har ikke lov til at afholde kald eller tilbyde offentlig bøn til kirkemøder, men opfordres til personlig bøn; ekskommunikerede forbydes også at betale tiende. Andre medlemmer er ofte ikke opmærksomme på deres status.. Alle er velkomne til at komme til kirkens offentlige møder, hvad enten de følger kirkens livsstilskodeks eller ej.

### Kosmologi
Kirkens syn på meningen med livet kaldes Frelsesplanen. Den beskriver menneskehedens plads i universet, forhold til Gud og meningen med livet. Kirken lærer, at der var en forudtilværelse, et sted, som eksisterede før menneskeheden. I forbindelse med skabelsen blev alle mennesker og alt liv skabt i åndelig form. Gud Fader fremlagde en plan for at sende sine åndelige børn til Jorden, så de kunne få fysiske legemer og erfaringer, som kun kunne opnås ved at gennemgå en jordisk tilværelse. Alle mennesker opstår, på grund af Kristus, efter døden. Det der stræbes efter er en dag at blive guder på lige fod med Gud og at kunne leve med ham. Satan, en af ånderne, foreslog en anden plan, hvorved alle sjæle ville blive frelst. Satan ville gøre krav på Guds ære, og den menneskelige handlefrihed ville blive elimineret. Da Gud afslog planen opstod en strid i Himlen, som resulterede i, at Satan og en tredjedel af ånderne blev djævle."

### Syn på historie og eskatologi
Kirken lærer, baseret på Mormons Bog, at kirken blev oprettet i Amerika, fordi landet i højt grad satte pris på religionsfrihed. Ifølge Joseph Smith lå Edens have (dengang jorden var én landmasse, Pangea) der hvor Jackson County, Missouri ligger i dag, og vil være placeringen af det fremtidige Ny Jerusalem. Gud har ført flere grupper til den vestlige hemisfære i deres søgen efter frihed, deriblandt flere grupper af forfædre til de oprindelige amerikanere, hvis historier fortælles i Mormons Bog.

## Organisering og lederskab

### Juridiske personer
Jesu Kristi Kirke af Sidste Dages Hellige blev oprettet som juridisk person i 1851. Denne blev dog opløst af en lov fra USA's Kongres i 1887, fordi kirken praktiserede polygami. Derefter fortsatte kirken som "unincorporated religious association" (ikke-registreret religiøs forening). Kirken har dannet flere skattefritagne virksomheder i forbindelse med overførsel af økonomiske midler. Disse omfatter Corporation of the Presiding Bishop of the Church of Jesus Christ of Latter-day Saints dannet i 1916 i henhold til staten Utahs love til at erhverve, besidde og sælge fast ejendom. I 1923 dannede kirken Corporation of the President of The Church of Jesus Christ of Latter-day Saints i Utah til at modtage og forvalte penge og bidrag til kirken. I 1997 dannede kirken Intellectual Reserve, Inc. til at varetage alle rettigheder til kirkens ophavsret, varemærker og anden intellektuel ejendomsret.

### Præstedømmets hierarki
Kirken har en hierarkisk struktur med klart definerede ansvarsområder for de forskellige stillinger, dog er alle af stor værdi i Guds øjne, for Gud har ingen personsanseelse. Man kaldes af nogen med en højere autoritet indenfor kirken; alle er lægmænd, og ingen betales for deres tjeneste.
Kirkens leder kaldes præsident, og kirkens medlemmer tror på ham som profet. Profeten har det samme guddommelige kald som de bibelske profeter, og hans ansvar er for hele kirken. Han har myndigheden til at føre kirken gennem åbenbaringer og handle som Guds talsmand. Kirkens præsident tjener i sit kald til han dør. Historisk er den ældste med anciennitet apostel altid blevet valgt som kirkens nye præsident. Den nuværende præsident er Thomas S. Monson.
Det Første Præsidentskab, De Tolv Apostles Kvorum, det præsiderende biskopråd og De Halvfjerds' Præsidium omtales alle som Generalautoriteterne fordi de dirigerer kirkens arbejde over hele verden. Medlemmerne af det Første Præsidentskab og De Tolv Apostles Kvorum opretholdes af kirken som profeter, seere og åbenbarere.[kilde mangler]
Andre autoriteter henvises til som områdeautoriteter og lokale autoriteter og omfatter alle andre kvora, missionspræsidenter, stavspræsidenter, biskopper og andre.
Kirken har intet betalt præsteskab/præstedømme; generalautoriteter i pengenød kan dog modtage stipendier fra kirkens investeringer. Ingen område- og lokalautoriteter bliver betalt og fortsætter deres almindelige arbejde mens de har stillinger indenfor kirken.
Kirken lærer, at Guds åbenbaringer fortsætter i dag, som i alle andre tidsaldre. Åbenbaringer om at lede kirken kommer til præsidenten; åbenbaringer om at lede en stav til stavspræsidenten og så videre. Sidste Dages Hellige tror også, at de kan modtage personlige åbenbaringer og guddommelig vejledning til at opdrage deres familier og ordne deres personlige anliggender. På grund af deres tro på moderne åbenbaringer vægter Sidste Dages Hellige deres kirkens lederes lære meget tungt. Medlemmer af kirken opfordres til at lytte nøje til generalkonferencerne, men også føle at de kan stole på personlige åbenbaringer for at styrke sådanne erklæringer. Dette gøres vha. Helligånden. 

### Hjælpeforeningen og kvinders status
Hjælpeforeningen er en kvindeorganisation under Jesu Kristi Kirke af Sidste Dages Hellige. Organisationen blev grundlagt i 1842 i Nauvoo, Illinois og omfatter i dag flere end 6 millioner kvinder i over 165 lande. Hver mormonkvinde som er 18 år eller derover er medlem af Hjælpeforeningen.
Kvinders status i kirkens lederskab er stort set forblevet uændret siden begyndelsen af 1900'erne. Kvinder ordineres ikke med præstedømmet, men prædiken og instruktioner af kvinder er en integreret del af kirken. Kvinder og mænd er jævnbyrdige og har samme store værdi, men med forskellige opgaver. Bestemte lederpositioner kan kun holdes af kvinder, og i nogle af kirkens organisationer kan kvinder rangere over mænd som i Unge Piger og i velfærdsprogrammer. 

### Nuværende medlemskaber
Kirken rapporterer det globale antal medlemskaber som 15.882.417 (pr. 6. April 2017) med cirka 7 millioner uden for USA. Ifølge disse statistikker er det den fjerde største religiøse strømning i USA. Kirkens medlemskabsrapporter omfatter alle døbte medlemmer samt børn under 8 år, som er blevet navngivet i kirken. Medlemmer i USA og Canada udgør 47 % af medlemmerne, Latinamerika 36 % og medlemmer i resten af verden 17%.

## Generalkonference
Hvert forår og efterår afholder kirken generalkonference, hvorunder kirkens præsident og andre ledere taler fra Temple Square i Salt Lake City i Utah. Disse taler, som holdes ved fem møder over to dage, sendes over hele verden via radio, fjernsyn, satellit og Internet. De oversættes til flere sprog og gøres senere tilgængelige som dvd og bliver også trykt i kirkens udgivelser som Ensign og Liahona.
Konferencetalerne omhandler doktrinære emner taget fra skrifter og personlige oplevelser, budskaber om tro og håb, kirkens historie og information om kirken efterhånden, som den vokser i hele verden.
Op gennem det 20. århundrede blev konferencetalerne afholdt i Salt Lake Tabernacle. Da tabernaklet, som højest kunne indeholde 3000 mennesker, hurtigt blev fyldt, sad flere tusinder ofte på græsplænerne på Temple Square. I 2001 åbnede kirkens Conference Center, og siden da har talerne været afholdt i Centerets 21.000-sæders auditorium.
Satellitudsendelser af konference kan ses i tusinder af kirkens bygninger over hele verden. Offentligheden inviteres til at komme til generalkonferencen, enten gennem udsendelserne, i Conference Center eller i andre områder på Temple Square.

## Fodnoter
1. ↑  Joseph Smith's First Vision
2. ↑  Geographical-lookup: Europe
3. 1 2  Church Newsroom - Official Newsroom of the Church of Jesus Christ of Latter-day Saints
4. ↑  Trosartiklerne 1
5. ↑  1 Nefi 13
6. ↑  Moroni 10
7. ↑  lds.org Lære og Pagter 1:30
8. ↑  Jenson, Andrew (1901). Latter-Day Saint biographical encyclopedia. Salt Lake City: the Andrew Jenson History Company. Arkiveret fra originalen 2009-08-26.
9. ↑  Størstedelen af vidnerne siger, at kirken blev stiftet 6. april 1830 i Joseph Smith Sr.'s træhus i Manchester i New York, fulgt af et møde næste søndag i det nærliggende Fayette, i Peter Whitmer, Sr.'s hjem. Men der står i en af Smith's historier og i David Whitmer s erindringer, at kirken blev stiftet i Whitmers hjem i Fayette.
10. ↑  "Joseph Smith's Testimony". Arkiveret fra originalen 11. oktober 2007. Hentet 20. juni 2008.
11. ↑  lds.org Lære og Pagter 32:1-5
12. ↑  lds.org Lære og Pagter 57:1-3
13. ↑  Mormon Polygamy - Polyandry - Underage Brides
14. ↑  Lære og Pagter 132
15. ↑  http://www.neumanninstitute.org/dc1.html Arkiveret 26. november 2013 hos  Wayback Machine Kronologisk oversigt over væsentlige ændringer i Lære og Pagter
16. ↑  Newsroom.lds.org 26. maj 2005 Same-Gender Attraction – Hentet: marts 2007 (ikke tilgængeligt mere)
17. ↑  Newsroom.lds.org Euthanasia and Prolonging Life – Hentet: marts 2007 (ikke tilgængeligt mere)
18. ↑  Newsroom.lds.org 19. oktober 2006 Political Neutrality – Hentet: marts 2007 (ikke tilgængeligt mere)
19. ↑  "Nu er det officielt: Mormoner må gerne drikke cola | religion.dk". Arkiveret fra originalen 16. oktober 2012. Hentet 6. oktober 2012.
20. ↑  church-lowers-age-requirement-for-missionary-service
21. ↑  Follow October 2012 General Conference on News and Events - Church News and Events
22. ↑  Ezra Taft Benson (Feb. 26, 1980), "Fourteen Fundamentals of Following the Prophet", BYU Devotional.
23. ↑  "Kritik og håb omkring ændring i Mormons Bog | religion.dk". Arkiveret fra originalen 1. september 2012. Hentet 17. juli 2012.
24. ↑  Se [http://scriptures.lds.org/da/a_of_f/1/9#9 Articles of Faith 1
9] ("We believe the Bible to be the word of God as far as it is translated correctly.")
25. ↑  LDS Church (1998), Church Handbook of Instructions, Book 1, Salt Lake City, s. 146-147, LCCN: 99181451 {{citation}}: Mere end en |author= og |last= angivet (hjælp).
26. ↑  http://www.lds.org/ensign Det engelsksprogede magasin Ensign
27. ↑  http://www.mormon.dk/?mod=tidsskrift&c=liahona Liahona på dansk
28. ↑  Liahona udgives i øjeblikket på over 50 sprog. Materialer for voksne, unge og børn er med i hver udgave
29. ↑  http://www.lds.org/new-era?lang=eng Det engelsksprogede magasin New Era
30. ↑  http://www.lds.org/friend/?lang=eng Det engelsksprogede magasin Friend
31. ↑  The Journal of Discourses - Mere Opinions or Eternal Truth? | Mormonism Research Ministry
32. ↑  Lære og Pagter 130:22
33. ↑  Abrahams Bog 3:21-26, Lære og Pagter 93:29
34. ↑  scriptures.lds.org Book of Abraham: Explanation to Facsimile No. 2.
35. ↑  Mormon Claims Answered Chapter Two
36. ↑  "L&P 76:22-24". thechurchofjesuschrist.org.{{cite web}}:  CS1-vedligeholdelse: url-status (link)
37. ↑  "Mormonism Vs. Christianity". Arkiveret fra originalen 17. juli 2012. Hentet 17. juli 2012.
38. ↑  Comparison Chart of Mormonism vs. Mainstream Christianity - ReligionFacts
39. ↑  http://mmoutreachinc.com/mormons/morchristjesus.html Sammenligning mellem Jesus i traditionel kristendom og Jesus i mormonismen
40. ↑  http://www.lds.org/scriptures/dc-testament/dc/132.27?lang=eng#26 Lære og Pagter 132:27
41. ↑  http://www.mrm.org/no-crosses Hvorfor bruger mormoner ikke kors?
42. ↑  The Church of Jesus Christ of Latter-day Saints, "Chapter 2: Our Heavenly Family" Arkiveret 12. oktober 2007 hos  Wayback Machine, Gospel Principles, 11 (1997).
43. ↑  Spencer W. Kimball, "The True Way of Life and Salvation", Ensign, maj 1978, 4.
44. ↑  Hymns of The Church of Jesus Christ of Latter-day Saints, #292 "O My Father".
45. ↑  D. Michael Quinn (1997), Mormon Hierarchy: Extensions of Power, Salt Lake City: Signature Books, kap. 6.
46. ↑  LDS Church, “Chapter 40: Temple Work and Family History”, Gospel Principles, 255.
47. ↑  Moronis bog 8:12
48. ↑  Moronis bog 8:4-23
49. ↑  Lære og Pagter 68:27.
50. ↑  Lære og Pagter 68:25.; LDS Church, “Chapter 20: Baptism”, Gospel Principles, 129.
51. ↑  LDS Church, “Chapter 20: Baptism”, Gospel Principles, 129.
52. 1 2  LDS Church, The Family: A Proclamation to the World.
53. ↑  LDS Church, “Chapter 38: Eternal Marriage”, Gospel Principles, 241.
54. ↑  Sonja Farnsworth (1992), "Mormonism's Odd Couple: The Motherhood-Priesthood Connection" Arkiveret 7. juni 2008 hos  Wayback Machine, i Maxine Hanks, udg., Women and Authority: Re-emerging Mormon Feminism, Salt Lake City: Signature Books.
55. ↑  Helen Witney & Jane Barnes (2007), The Mormons, Part 2 (PBS præsentation) ("Mormon women work outside the home in about the same proportions as other American women"),
56. ↑  Church Handbook of Instructions: Book 2, Stake Presidents and Bishoprics (Salt Lake City: The Church of Jesus Christ of Latter-day Saints, 2006) at 41, 78.
57. ↑  LDS Church (1997), Gospel Principles, s. 249.
58. ↑  Spencer W. Kimball (1969), The Miracle of Forgiveness, Salt Lake City, Utah: Bookcraft, s. 25, 77-89.
59. ↑  "Birth Control - Mormonism - World Religions: What Do Religions Say About Birth Control?". Arkiveret fra originalen 18. november 2012. Hentet 11. august 2012.
60. ↑  Birth Control
61. ↑  Gospel Topics – Modesty (Webside ikke længere tilgængelig)
62. ↑  Hinckley, G. (1998, November). What Are People Asking about Us? Arkiveret 12. oktober 2007 hos  Wayback Machine Ensign, 71. Kirken karakteriserer den kirkedisciplingspolitik som neutral angående seksuel orientering Lattin, Don (1997) Musings of the Main Mormon (Pres. Gordon Hinckley: “Now we have gays in the church. Good people. We take no action against such people – provided they don’t become involved in transgression, sexual transgression. If they do, we do with them exactly what we’d do with heterosexuals who transgress.”)
63. ↑  Hinckley, G. (1998, November). What Are People Asking about Us? Arkiveret 12. oktober 2007 hos  Wayback Machine Ensign, 71.
64. ↑  Interview med Elder Oaks og Wickman
65. 1 2  First Presidency Statement on Same-Gender Marriage
66. ↑  [http://scriptures.lds.org/da/dc/104/78#78 D&C 104
78]; Benson, Ezra Taft. "Pay Thy Debt, and Live." Ensign. June 1987: s. 3. "Available online". Hentet 2006-10-22.
67. ↑  Lære og Pagter sektion 89, oprindeligt en stærk anbefaling, men et krav fra Brigham Young i 1851.
68. ↑  Gambling. Gordon B. Hinckley, The Church of Jesus Christ of Latter-day Saints.
69. ↑  Church Handbook of Instructions (1998), s. 95.
70. ↑  Russell M. Ballard. "A Chance to Start Over: Church Disciplinary Councils and the Restoration of Blessings". Ensign (Sept 1990). Hentet 2007-02-11.
71. ↑  [http://scriptures.lds.org/da/moses/3/5#5 Moses 3
5]; [http://scriptures.lds.org/da/dc/93/29#29 D&C 93
29]
72. ↑  [http://scriptures.lds.org/da/abr/3/25-26#25-26 Abraham 3
25-26]
73. ↑  Se [http://scriptures.lds.org/da/moses/4/1-4#1-4 Moses 4
1-4]
74. ↑  [http://scriptures.lds.org/da/dc/29/36-37#36 D&C 29
36-37]
75. ↑  Se [http://scriptures.lds.org/da/2_ne/1/5-7#5 2 Nephi 1
5-7]
76. ↑  Ludlow, Daniel H., Latter-day Prophets Speak: Selections from the Sermons and Writings of Church Presidents, 1948/1993, Kp. 32
77. ↑  Howard W. Hunter)
78. ↑  "From Pioneer Group to Worldwide Society". newsroom.lds.org. Arkiveret fra originalen 1. oktober 2007. Hentet 20. juni 2008.
79. ↑  "Women and the priesthood". Mormon.org. The Church of Jesus Christ of Latter-day Saints. Hentet 2006-11-05. {{cite web}}: Ekstern henvisning i |work= (hjælp)
80. ↑  2005 Yearbook of American and Canadian Churches Arkiveret 6. december 2020 hos  Wayback Machine, National Council of Churches. Se artikel af Information Please® Database, Pearson Education, Inc.

## Yderligere læsning
- Newell, Coke (4. maj 2001). Latter Days: An Insider's Guide to Mormonism, The Church of Jesus Christ of Latter-day Saints. St. Martin's Griffin. ISBN 0-312-28043-2.
- Ostlink, Richard; Ostling, Joan K. (1. oktober 2000). Mormon America: The Power and the Promise (1st udgave). HarperSanFrancisco. ISBN 0-06-066372-3.
- Riess, Jana; Bigelow, Christopher Kimball (25. februar 2005). Mormonism For Dummies. For Dummies. ISBN 0-7645-7195-8.
- Shipps, Jan (1. januar 1987). Mormonism: The Story of a New Religious Tradition. University of Illinois Press. ISBN 0-252-01417-0.
- Shipps, Jan (9. december 2000). Sojourner in the Promised Land: Forty Years Among the Mormons. University of Illinois Press. ISBN 0-252-02590-3.
- Williams, Drew (3. juni 2003). The Complete Idiot's Guide to Understanding Mormonism. Alpha. ISBN 0-02-864491-3.